# Eupolybothrus grossipes
Eupolybothrus grossipes är en mångfotingart som först beskrevs av Carl Ludwig Koch 1847.  Eupolybothrus grossipes ingår i släktet Eupolybothrus och familjen stenkrypare. Inga underarter finns listade i Catalogue of Life.